# تپه اطراف شهر سوخته ۳۰۸
تپه اطراف شهر سوخته شماره ۳۰۸ در شهرستان زابل، بخش شیب آب، دهستان لوتک، روستای اطراف شهر سوخته، ۲۱/۱۵۰ کیلومتری جنوب پایگاه باستان‌شناسی شهر سوخته واقع شده و این اثر در تاریخ ۲۳ بهمن ۱۳۸۵ با شمارهٔ ثبت ۱۷۲۸۸ به‌عنوان یکی از آثار ملی ایران به ثبت رسیده است.